# 大人のラジオ 土曜は朝からのりゆきです!
大人のラジオ 土曜は朝からのりゆきです!（おとなのらじお どようはあさからのりゆきです!）は、2013年4月6日から2014年9月27日に北海道放送（HBCラジオ）で放送されたラジオ番組。

## 放送時間
毎週土曜日に放送しているが、放送時間は期間により異なる。
ナイターイン期間（2013年4月 - 9月・2014年4月 - 9月）：原則として7:00 - 13:00
ナイターオフ期間（2013年10月 - 2014年3月）：原則として7:00 - 17:00

## 出演者
メインパーソナリティ
- 小川和幸（HBCアナウンサー、2014年8月30日・9月13日・9月20日）
- 鎌田強（HBCアナウンサー、2014年9月6日・9月27日）
- 渡辺陽子（フリーアナウンサー）

中継リポーター
- 奥田ゆか（2013年7月 - 2014年9月27日）

## 過去の出演者
- 佐藤のりゆき（メインパーソナリティ、フリーアナウンサー、2013年4月6日 - 2014年8月23日[注 2]）
- 大下宗吾（中継リポーター、2013年4月 - 6月）

## 概要
2012年冬季の聴取率調査で、1984年冬以来28年ぶりに聴取率1位をSTVラジオから奪還 したHBCラジオは、STVラジオが『ウイークエンドバラエティ 日高晤郎ショー』を放送している土曜日が最大の弱点となっていた。『HBCサタデーファイターズ』が放送されている春期・夏期は『日高晤郎ショー』とともに高聴取率だが、同番組が放送されない秋期・冬期の聴取率改善が課題だった。
そこでこれまで『おぢさんツインカム』を放送していた土曜午前枠と『HBCサタデーファイターズ』もしくは『久米宏 ラジオなんですけど』（TBSラジオ制作、春期・夏期は野球中継がない場合のみネット）を放送していた午後枠を統合した大型ワイド番組を放送することとなった。
HBCラジオが土曜日に長時間のワイド番組を編成するのは、1986年4月5日から1988年10月1日まで放送した『夢いろ土曜日』（午前：『夢いろ土曜日・朝から昼まで赤城敏正です』・午後：『夢いろ土曜日・これがラジオだ!』→『夢いろ土曜日・晴れた顔して多恵子です』の2部編成） 以来24年半ぶりとなる。
パーソナリティの佐藤のりゆきにとっては『のりゆきのトークDE北海道』（北海道文化放送）以来1年ぶり、1993年12月31日まで在籍していたHBCでは「則幸のノリ出せワイド」以来約19年ぶりの冠番組担当となる。

## 主なコーナー
原則として7時台から12時台までは通年、13時台以降はナイターオフ期間に放送。
ただし、ナイターオフ期間でもプロ野球中継がある際は放送時間が変更され、内容も一部変更される。
13時台以降の内容は、2013年10月から2014年3月までの内容に基く。

### 7時台
朝刊ひろい読み
当日の朝刊各紙から気になるニュースを紹介するほか、北海道日本ハムファイターズの話題もあわせて紹介する。
コンサドーレ番記者情報!
コンサドーレ札幌の話題について、北海道新聞の担当記者と電話をつないで聞く。後番組『ウィークエンドNAVI ファンダフル!』でも継続（但し放送時間が8:35頃に繰り下げ）。

### 8時台
のりゆきの週刊ニュース
直近1週間のニュースから、関心の高い話題をゲストコメンテーターとともに振り返る。
のりゆきの週刊ニュース深読み
今、話題の旬のキーワードをゲストコメンテーターとともに掘り下げていく。

### 9時台
のりゆきの90代を目指そう!
心とからだの健康についての情報を、ゲストコメンテーターとともに伝える。

### 10時台
のりゆきのもしもしテレフォン
毎週設定されたテーマに沿って、佐藤がリスナーと直接電話で話す。
奥田ゆかのオトラジ中継（13時台・15時台にも放送される）
奥田ゆかの中継コーナー。
港町おたる魅力再発見!
小樽市のイベント情報のほか、隠れた名店や建物などを紹介する。「番記者情報」と共に後番組『ファンダフル!』でも継続（但し放送時間が9:30頃に繰り上げ）。

### 11時台
テレフォン人生相談 （ニッポン放送制作）
放送時間：11:05 - 11:25
詳細は当該記事を参照。
のりさん教えて!
リスナーから投稿された悩み相談に対して、佐藤が回答する。
おぎやはぎのクルマびいき （TBSラジオ制作）
放送時間：11:40 - 11:55
詳細は当該記事を参照。

### 12時台
お昼の歌謡曲
放送時間：12:00 - 12:25
毎週設けたテーマにちなんだ歌謡曲を放送。リクエストも受け付けている。
- かつては、主に札幌放送局ローカルの帯番組として月曜 - 金曜 12:00 - 13:00に放送 していた。その後、北見放送局・室蘭放送局が1993年5月頃から、釧路放送局が1993年7月頃から、帯広放送局が1994年10月頃から、函館放送局・旭川放送局が1995年1月24日から（函館は月曜のみ、旭川は月曜 - 木曜）放送するようになり、月曜のみ全道放送となっていた。
- 地域別ローカル枠としての放送は1999年4月2日でいったん終了したが、2013年10月より本番組に内包され復活した。

お昼の川柳
リスナーから投稿された川柳を紹介。
「川柳さっぽろ」編集長の太秦三猿が選定し、秀作には10マイルが与えられ100マイルに達すると「殿堂入り」と認定され、記念品が贈られる。

### 13時台
8時台の再放送枠。出演者はこの時間が昼休みとなる。

### 14時台
のりゆきのおじいちゃん、おばあちゃんと話そう!
北海道内に在住するおじいちゃん・おばあちゃんと電話をつなぎ、佐藤とトークする。

### 15時台
北海道 who's who
分野を問わず北海道内で活躍している人をスタジオに招き、佐藤が人生観などをインタビューする。

### 16時台
週替わり企画
以下のいずれかが、週替わりで放送される。
1. のりゆきのこの町で語ろう!○○編（月1-2回） - 北海道内各地で住民に集まってもらい、地域が抱える問題や取り組みについての意見交換をするタウンミーティングを実施。佐藤が進行役を務め収録のうえ、後日放送する。
2. ラジオ旬刊女性&のりさんの今月のお届け物! - 「ラジオ旬刊女性」では、渡辺がテレビで体験した美容・健康情報を中心に、女性に役に立つ情報を紹介。「のりさんの今月のお届け物!」では、佐藤が通信販売で購入した商品を実際に使用し、その使用感などを報告する。
3. のりさんに教えてあ・げ・る! - 毎回設けたテーマにしたがってその道のプロフェッショナルを招き、わかっているようでわからないことを佐藤が教わる。

のりさんのエンディング・メッセージ
16:50頃から佐藤が聴取者に向けてメッセージを語り、エンディングとなる。